# Michał Gliwa
Michał Gliwa (Rzeszów, 8 aprile 1988) è un calciatore polacco, portiere del Resovia Rzeszów.

## Carriera

### Nazionale
Debutta in nazionale sotto la guida di Franciszek Smuda il 16 dicembre 2011, giocando un'amichevole contro la Bosnia.